# Sony Alpha 9 II
α 9

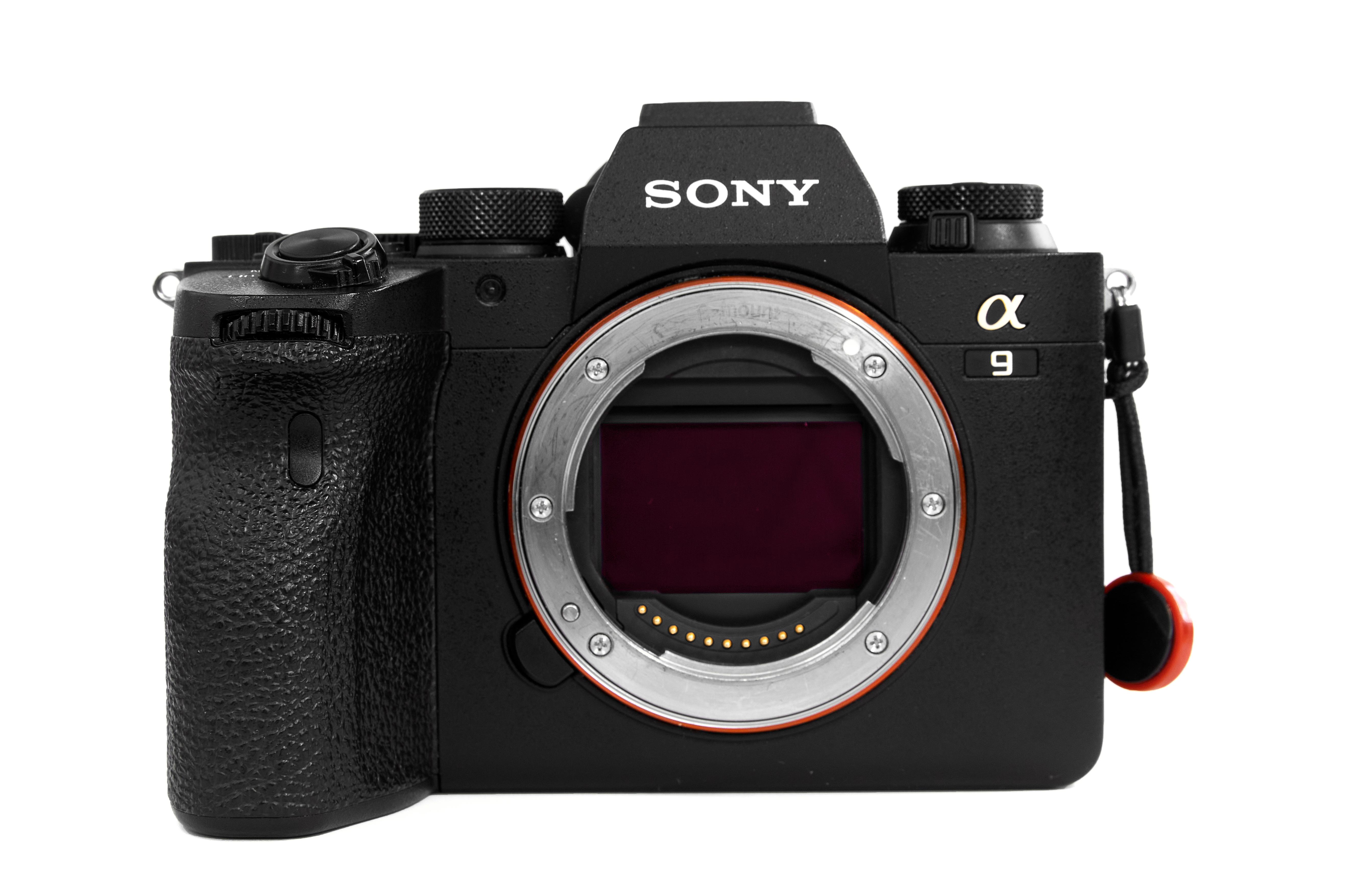

Le Sony Alpha 9 II (typographié α 9 II) est un appareil photographique hybride professionnel plein format de 24,2 millions de pixels, équipé de la monture E et commercialisé par Sony en octobre 2019. Par rapport à l'Alpha 9, il apporte un meilleur suivi d'autofocus et des systèmes de connexion plus rapides destinés à un usage professionnel.